# 재니스 페이지
재니스 페이지(Janis Paige, 1922년 9월 16일~2024년 6월 2일)는 미국의 배우, 가수이다.

## 출연 작품
- 밥 호프: 헐리우즈 브라이티스트 스타(1996)
- 베트남 살인 특급(1994)
- 디아더 우먼(1983)
- 쾌걸 매버릭(1981)
- 내 어깨 위의 천사(1980)
- 꿈꾸는 낙원(1978)
- 아들과 딸들(1977)
- 올 인 더 패밀리(1968)
- 케어테이커(1963)
- 폴로우 더 보이즈(1963)
- 천국의 독신남(1961)
- 제발 데이지는 먹지 마세요(1960)
- 실크 스타킹(1957)
- 로맨스 온 더 하이 시스(1948)
- 투 가이스 프럼 밀워키(1946)
- 시간 장소 그리고 여자(1946)
- 수영하는 미녀(1944)
- 헐리우드 캔틴(1944)